# Sorbeira
Sorbeira es una población perteneciente al municipio de Valle de Ancares en la comarca tradicional de Ancares, provincia de León (Castilla y León, España). 
Sorbeira es un pueblo ancarés de 38 habitantes según datos del INE del 2012. La población ha menguado por la despoblación como los demás del valle. La principal actividad económica es la agricultura de subsistencia y la ganadería, aunque el turismo está empezando a tener auge debido a algunas casas rurales.

## Patrimonio
En la plaza del pueblo se encuentran dos monumentos de interés: la fuente y la iglesia de San Esteban, de estilo tradicional ancarés, se encuentra en buen estado de conservación. El interior de la iglesia hay un atrio y un retablo singulares y muy bellos. En la parte alta del pueblo, en la zona de las eras, se encuentran unas cuantas pallozas rodeadas de castaños, desde donde se puede ver buena parte del valle. Sorbeira también cuenta con un molino hidráulico antiguo bastante en buen estado y un puente que conecta al centro del pueblo con el exterior.
Sorbeira es uno de los pueblos más apartados del valle de los Ancares, lo que le convierte en uno de los pueblos menos conocidos de los Ancares. El pueblo se encuentra a final de una pendiente conocido como La Barreira en un entorno montañoso, donde abundan los bosques de castaños.

## Fiestas
Las principales festividades del pueblo son las del Carmen el 16 de julio y la de San Esteban el 26 de diciembre.